# 直井サクラ
直井 サクラ（なおい サクラ、2002年9月21日 - ）は、日本の女優、モデル。愛称は「サクラ」「さくちゃん」。

## 経歴・人物
幼少期より「テレビの人」への憧れを持ち、経済的に自立したら活動を開始することを決めていた。
オーディションを経て、2022年12月27日、CAMPUS COLLECTION 2022 TOKYOに参加し、短編映画『デートのマナー』『最良の改善法』に出演。2023年9月公開の劇場版『お姉ちゃんは、ユーレイです!』に出演。これらを契機に芝居への関心を深め、舞台女優としての活動を開始。
以降、複数の劇団の舞台に出演する傍ら、雑誌や撮影会でのモデル活動、ゲームTVCMへの出演など多方面で活動。2025年4月からは、お笑い芸人ムートン伊藤のコントグループ「タテヨココントシアター」に参加して動画作品に出演するなどしていたが、さらなる演技力の向上を志し、2025年6月1日に劇団GAIA_crewに最年少メンバーとして正式加入した。
2026年より制作されるカフェ雑誌『miiie_neige - ミルネージュ -』の表紙モデルを努めることが発表された。
趣味はガチャガチャ集め、無駄に歩くこと、古着屋めぐり、ハッピーセット集め。
特技は雨降る前の匂いがわかること、逆側から文字が書けること、世界一愛想がいいこと。

## 出演作品

### 映画
- 劇場版『お姉ちゃんは、ユーレイです!』[注釈 1]（2023年9月24日、イーグレひめじ あいめっせホールにて初上映）- みちる役

### CM
- RPG『ラグナドール』ミクチャ篇02 TVCM（2024年4月24日 - ）[8]

### 舞台作品
- Comedy 女子 Timing（2023年4月25日 - 30日、アトリエファンファーレ高円寺）
- 劇団ココア特別公演「魔女エステリーゼの事件簿 / 盗賊と奴隷編」（2022年8月23日 - 28日、下北沢「劇」小劇場）
- リトルブレイバー vol.10「TROUBLE SHOOTERS」（2023年6月21日 - 25日、荻窪小劇場） - C班 ニコル役
- 劇団ココア第33回公演「DEAD END DEVIL CITY / 其の参・伍」（2023年8月15日 - 20日、荻窪小劇場） - 五條白雪役
- 劇団ココア特別公演「魔女エステリーゼの事件簿 / 盗賊と奴隷編」（2023年9月13日 - 15日、下北沢「劇」小劇場） - ノーマン役
- 劇団ココア旗揚げ6周年公演「魔女エステリーゼの事件簿 / 贋と躯編」（2023年11月6日 - 10日、中野THE POCKET） - フィオナ・スチュアート役
- 純真舞台第0回公演「シン・赤ずきん〜重話は重話」（2023年12月15日 - 17日、御茶ノ水KAKADO） - 防空ずきん役
- 劇団ココア新春公演「ロストマン・ロストウーマン」（2024年1月23日 - 28日、下北沢「劇」小劇場） - クラリス・コンラッド役
- 劇団ココア新春公演「INNOCENT LABYRINTH」（2025年6月10日 - 15日、豊島区・萬劇場 ） - 清水まどか役
- 劇団ココア 「魔女エステリーゼの事件簿 〜黒猫喧騒編〜」（2024年3月13日 - 17日、劇場MOMO） - ルーナ役
- 劇団ココア第36回公演「DEAD END DEVIL CITY / 其の肆」（2024年5月15日 - 19日、下北沢「劇」小劇場） - 五條白雪役
- 演劇ユニット リトルブレイバー「この想ひ、晴らさでおくべきか!! 紅」（2024年7月17日 - 21日、荻窪小劇場） - 瑠璃役
- 劇団ココア特別公演「魔女エステリーゼの事件簿 / 巫女と童編」（2024年8月20日 - 25日、下北沢「劇」小劇場） - キキ役
- 劇団ココア第38回公演「DEAD END DEVIL CITY / 其の質・伍」（2024年9月10日 - 16日、荻窪小劇場） - 五條白雪役
- route.© file.006「ノアちゃんの方舟」（2024年10月3日 - 6日、王子小劇場） - カノン役
- 劇団ココア旗揚げ7周年記念公演「魔女エステリーゼの事件簿 / 姫と魔笛編」（2024年11月6日 - 10日、@ザ・ポケット） - セシリア（14年前）役
- 劇団ココア 演劇祭り2024「」（2024年12月11日 - 15日、荻窪小劇場） - ミサキ役
- 劇団ココア 新春公演「お嬢様はバンドがやりたい」（2025年1月14日 - 19日、「劇」小劇場） - 黒白院雀役
- 劇団ココア 第40回記念公演「魔女エステリーゼの事件簿～精霊と焔編～」（2025年3月18日 – 23日、萬劇場）※マレニア役
- 劇団YAKAN ピリカラ湯沸かし企画「HOUSE MEETING」（2025年4月2日 - 6日、北池袋新生館シアター） - 真美役
- Project Öde「明星のアリア」（2025年5月7日 - 11日、萬劇場） -
- 劇団ココア特別公演「INNOCENT WORLD」（2025年6月10日 - 15日、萬劇場） - 坂井パブロン氏役
- 劇団ココア特別公演「魔女エステリーゼの事件簿 / 警察奮闘編」（2025年7月23日 - 28日、両国・Air studio）

### Web配信
- タテヨコントシアター[9]（2025年4月1日 - 、Youtube）

## その他の作品

### 雑誌
- Webマガジン Le Miel - ルミエル - Local Cafe Vol.3 [10]（2025年2月19日 -  、fleur de noel ( フルール ド ノエル ）- 表紙、COVER HEROIN、インタビュー